# Crioclastismo

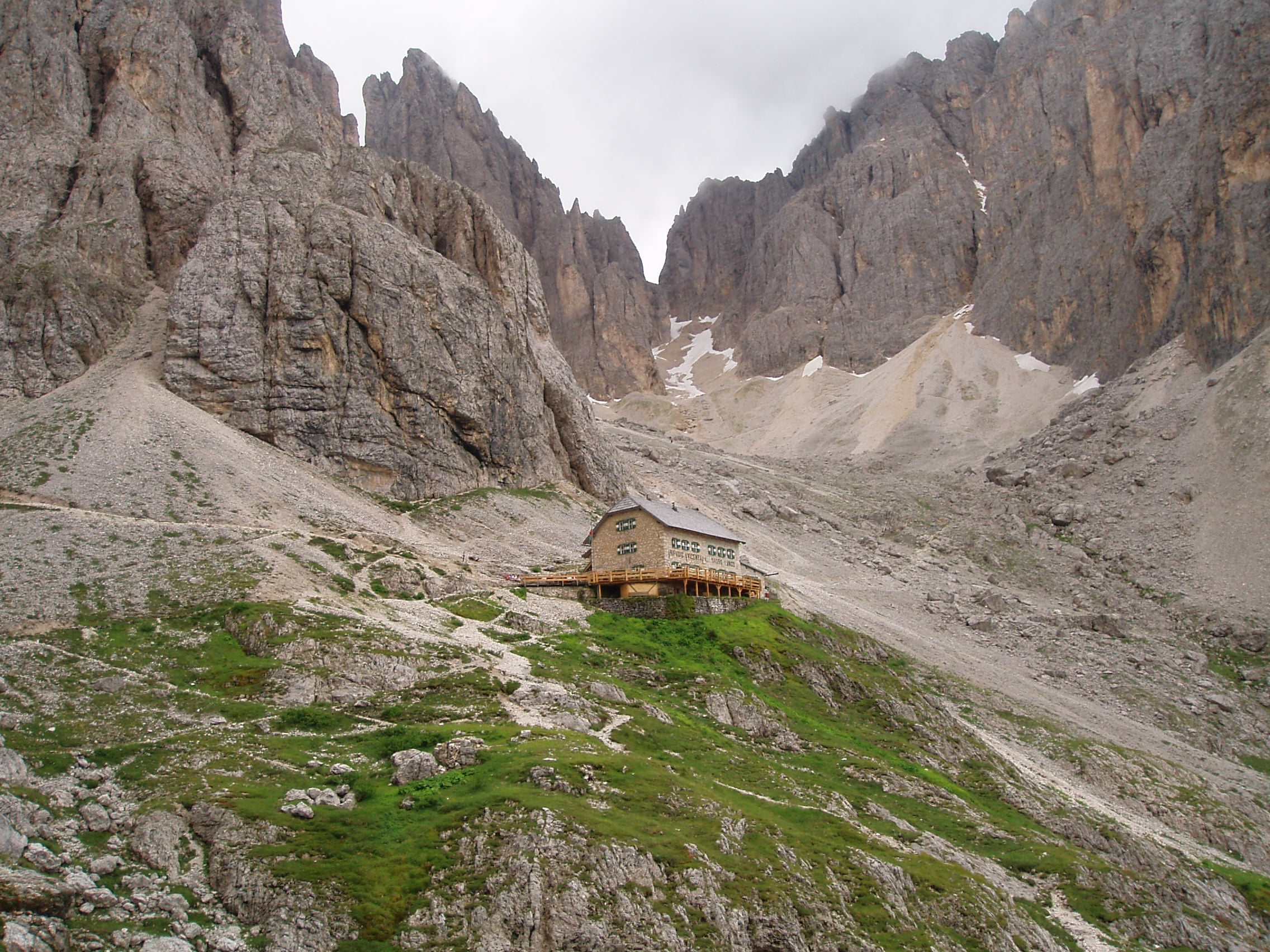
Rifugio in alta montagna circondato da coni coalescenti di detrito di falda, in gran parte prodotti dall'accumulo di frammenti di roccia derivanti dalla disgregazione crioclastica delle pareti subverticali di roccia.

Il crioclastismo (dal greco kryos, "ghiaccio" e klastòs "rotto", in inglese frost weathering) è il processo di disgregazione meccanica di una roccia causato dalla pressione provocata dall'aumento di volume dell'acqua contenuta entro le fessure rocciose quando questa ghiaccia.
Con il ciclo climatico di gelo-disgelo, la roccia, prima compatta, si disgrega in un detrito ghiaioso con spigoli vivi, questo processo è tipico delle zone in cui vi sono escursioni termiche attorno agli 0 °C che continuamente inducono cambi di stato fisico all'acqua presente.
Il crioclastismo rompe le rocce in frammenti, ma non le modifica da un punto di vista chimico, perché i frammenti, grandi o piccoli che siano, sono costituiti dagli stessi minerali che formavano la "roccia madre" da cui si sono staccati. 
I frammenti staccati, solitamente con spigoli vivi, possono rimanere in posto, senza movimento alcuno, nel caso il fenomeno avvenga su superfici rocciose in piano, o se il fenomeno del distacco avviene su di una parete rocciosa, anche di minima elevazione, cadere dalla parete rocciosa e quindi rotolare verso valle e contribuire a formare il cosiddetto detrito di falda, costituito da coni di detrito, coalescenti fra di loro, che si snodano alla base delle pareti rocciose e paralleli al loro andamento, con la pendenza del cono allineata col valore dell'angolo di attrito interno del materiale frammentato.

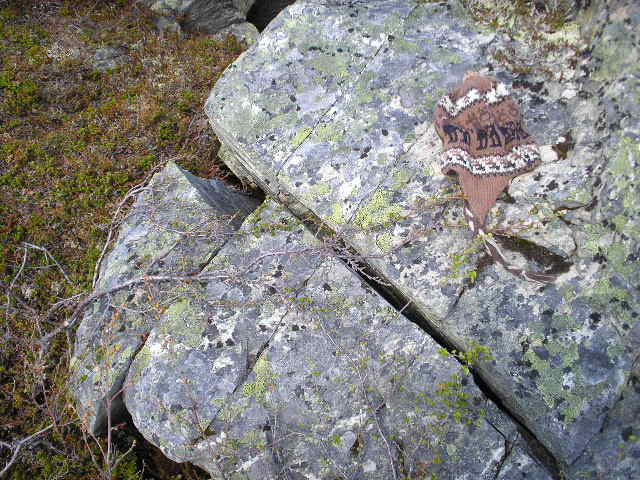
Una roccia ad Abisko probabilmente fratturata (lungo diaclasi esistenti) dal crioclastismo meccanico o da sbalzi termici

Il crioclastismo si riferisce a diversi processi di erosione meccanica indotti dalle tensioni create dal raffreddamento dell'acqua trasformata in ghiaccio, come ad esempio la frantumazione e il ghiaccio incuneato, la criofratturazione. Il crioclastismo può agire su una scala temporale piuttosto estesa, che va da minuti ad anni, così come può riguardare sia il distaccamento di granuli minerali che la fratturazione dei massi ed è principalmente guidato dalla frequenza e dall'intensità dei cicli gelo-disgelo e dalle proprietà dei materiali soggetti all'erosione. Più pronunciato in regioni di altitudine e latitudine elevate, è di solito associato ai climi alpino, periglaciale, marittimo subpolare e polare, ma succede dovunque siano presenti cicli di gelo-disgelo.

## Espansione volumetrica
Quando l'acqua congelando diventa ghiaccio, il suo volume aumenta del 9%. In circostanze particolari, questa espansione è capace di spostare o fratturare rocce. Ad una temperatura di -22 °C, si sa che lo sviluppo di ghiaccio è in grado di generare pressioni fino a più di 207 MPa, più che sufficiente per fratturare qualsiasi tipo di roccia. Per far sì che il crioclastismo si verifichi tramite l'espansione volumetrica, la roccia non deve avere quasi traccia d'aria affinché quest'ultima non venga compressa in modo da compensare l'espansione del ghiaccio, il che significa che la roccia deve essere satura d'acqua e congelarsi rapidamente da tutti i lati in modo che l'acqua non migri e la pressione resti esercitata sulla roccia. Tuttavia, queste condizioni sono considerate insolite e valide nell'ambito ristretto di alcuni centimetri di una superficie rocciosa e su diaclasi esistenti più grandi riempiti d'acqua in un processo chiamato ghiaccio incuneato.
Non sempre il crioclastismo causato dall'espansione volumetrica è dovuta alla pressione dell'acqua congelata, ma anche da tensioni che si manifestano nell'acqua non congelata. Quando lo sviluppo del ghiaccio provoca tensioni nell'acqua contenuta nel poro causando la rottura della roccia, il risultato è chiamato idrofrattura. L'idrofratturazione è favorita da grandi pori interconnessi o da grandi gradienti idraulici nella roccia. Se al contrario i pori sono piccoli, un raffreddamento molto veloce nelle parti della roccia può espellere l'acqua, e se questa viene espulsa più veloce di quanto possa migrare, la pressione può aumentare, fratturando la roccia. 
Fin da quando iniziava la ricerca sull'erosione fisica causata dagli agenti atmosferici, intorno al 1900, l'espansione volumetrica è stata, fino agli anni '80, considerata il processo predominante in merito al crioclastismo. Questa visione univoca e predominante venne messa in dubbio con le pubblicazioni del 1985 e del 1986 di Walder e Hallet. Al giorno d'oggi, ricercatori come Matsuoka e Murton pensano che le "condizioni necessarie per il crioclastismo tramite espansione volumetrica" siano invece eccezionali.

## Segregazione del ghiaccio
Certi suoli influenzabili dal gelo si espandono o si sollevano a causa della migrazione capillare dell'acqua fino a sviluppare lenti di ghiaccio il prossimità del fronte di congelamento. Questo stesso fenomeno si verifica dentro gli spazi dei pori delle rocce. Gli accumuli di ghiaccio crescono più grandi in quanto succhiano acqua liquida dai pori circostanti. La crescita del cristallo di chiaccio indebolisce le rocce che, nel tempo, si fratturano; ciò è dovuto all'espansione del ghiaccio quando l'acqua gela, che produce una considerevole tensione sulle pareti di contenimento. Simili processi possono agire sulle pavimentazioni d'asfalto, provocando varie forme di crepe e altre malformazioni; quando combinate con il traffico e l'infiltrazione d'acqua, i processi risulteranno accelerati con la formazione di buche, e altre tipi di irregolarità nella pavimentazione stradale.